# Rejectaria nucina
Rejectaria nucina là một loài bướm đêm trong họ Noctuidae.